# بنو الأحمر (قبيلة)
 بَنو الأَحمر، بلحمر أو بللحمر، واحدهم أحمَريُّ: قبيلة عربية، وتقع هذه القبيلة على سلاسل جبال سراة الحجر على ضفاف أودية عبل، بيحان، صبح، والماوين، ويحدها من الشمال بنو الأسمر، ومن الجنوب بنو مالك (عسير)، ومن الغرب آل الحارث وبنو ثوعة من قبيلة ربيعة ورفيدة (عسير)، ومن الشرق شهران. تنقسم قبيلة بللحمر في السراة إلى ثلاثة أقسام، هي: المجنب وآل محمد ونازلة، وينتمي إليهم سكان البادية شرقاً كما أن لهم أتباعاً في تهامة غرباً.
قال السمعاني (562 هـ):«الأحمري: بفتح الألف وسكون الحاء المهملة وفتح الميم وفي آخرها الراء، هذه النسبة إلى أحمر وظني أنه بطن من الأزد».

## النسب
تنتمي قبيلة بللحمر إلى الحجر بن الهنوء من الأزد، وتنطوي على عدة قبائل، وهي:
- المجنب
- آل محمد
- نازلة